# Електростатичне поле

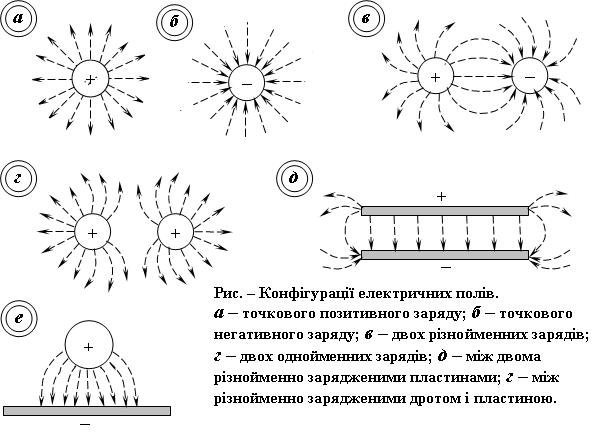
Конфігурації електростатичних полів

Електростатичне поле — поле, створене нерухомими в просторі і незмінними в часі електричними зарядами (за відсутності електричних струмів). Електричне поле є особливим видом матерії, пов'язаної з електричними зарядами та передає дії зарядів один на одного.
Якщо в просторі є система заряджених тіл, то в кожній точці цього простору існує силове електричне поле. Його визначають силою, що діє на пробний точковий заряд, поміщений в це поле. Пробний заряд повинен бути мізерно малим, щоб не вплинути на характеристику електростатичного поля.
Електричне поле називають однорідним, якщо вектор його напруженості однаковий у всіх точках поля.
Основні характеристики електростатичного поля:
- Напруженість поля
- Електростатичний потенціал

## Силові лінії електростатичного поля
Силові лінії електростатичного поля мають такі властивості:
1. Завжди незамкнені: починаються на позитивних зарядах (або на нескінченності) і закінчуються на негативних зарядах (або на нескінченності).
2. Не перетинаються і не торкаються один одного.
3. Густота ліній тим більша, чим більша напруженість, тобто напруженість поля прямо пропорційна кількості силових ліній, що проходять через січення одиничної площі розташоване перпендикулярно до ліній.